# 가시겨울잠쥐
가시겨울잠쥐 (Platacanthomys cinereus)는 가시겨울잠쥐과에 속하는 설치류의 일종으로 인도 서고츠산맥에서 발견된다. 가시겨울잠쥐속(Platacanthomys)에 속하는 현존하는 유일종으로 겨울잠쥐류와 닮았지만 근연종은 아니다.